# Eduard Paul Benedict Frese
Eduard Paul Benedict Frese (* 19. Novemberjul. / 1. Dezember 1872greg. in Nigula (Lääne-Nigula), Gouvernement Estland, Russisches Kaiserreich; † 27. Mai 1919 in Riga, Lettland) war ein deutsch-baltischer Geistlicher. Er gilt als evangelischer Bekenner und ist auf dem Rigaer Märtyrerstein verzeichnet.
Die Datumsangaben in diesem Artikel richten sich, wenn nicht anders angegeben, für den Zeitraum vor dem 1. Februarjul. / 14. Februar 1918greg. nach dem julianischen Kalender.

## Leben
Eduard Paul Benedict Frese verlor seinen Vater früh, was ihn sehr belastete. Er suchte Trost in der Musik und Halt in seinem Glauben. Frese besuchte die St. Petersburger St. Anna-Schule. Er studierte in den Jahren 1892 bis 1897 Theologie an der Kaiserlichen Universität Dorpat und in den Jahren 1897 bis 1898 Geschichte und Linguistik. In seiner Studienzeit schützte ihn sein Glaube vor Anfechtungen. Am 13. Septemberjul. / 25. September 1898greg. wurde er ordiniert.
In den Jahren 1898 bis 1902 hatte er das Pfarrvikariat des Estländischen Konsistorialbezirks der Evangelisch-Lutherischen Kirche in Russland inne. In den Jahren 1902–1919 war er Pastor in Vaivara nahe Narva. Damit diente er einer der größten Gemeinden des Landes und erwarb sich einige Bekanntheit. Zu Allen verhielt er sich unkompliziert und menschlich. Er war bei seiner Arbeit fröhlich und auch nach Enttäuschungen optimistisch. Insbesondere kümmerte er sich um die Schulkinder.
In der Zeit im Anschluss an die Russische Revolution 1905, im August 1906, hielt er einen Sonntagsgottesdienst in der Peterskapelle seines Kirchspiels. Dabei waren einige junge Leute, vermutlich Mitglieder der Fabrikjugend in Narva, mit roten Schleifen und Blusen anwesend. Bei der Verlesung des Bibeltextes standen diese nicht auf. Beim Kaisergebet riefen sie: „Wir haben und brauchen keinen Kaiser“. Einer von ihnen, wohl der Anführer, sang die Marseillaise. Die Gemeinde sang nicht mit, wurde aber unruhig und drängte zum Ausgang, fand die Tür aber von außen verbarrikadiert vor. Frese blieb an seinem Platz, mahnte zur Ruhe und bat die Gemeinde, sitzen zu bleiben. Vier der jungen Leute wurden von Gemeindemitgliedern ergriffen, ein weiterer, der zu schießen drohte, vor der Kirche. Die Gemeindemitglieder gingen grob gegen die jungen Leute vor und rangen dem Bewaffneten seinen Revolver ab. Als die Revolutionäre flohen, schoss eine Person aus der Gemeinde ihnen mit dieser Waffe nach. Der Gottesdienst wurde zu Ende geführt und danach die vorgesehene Kirchhofsfeier abgehalten. Die Kirchenvorsteher trafen kurze Zeit später ein.
Während des Ersten Weltkrieges konfiszierte das russische Militär Freses Pastorat; er musste sich eine andere Wohnung suchen und wurde auf einem Gutshof aufgenommen. Die Umsiedlung wirkte sich erschwerend auf seine Arbeit aus. Er musste jetzt weite Wege in der flächenmäßig großen Gemeinde zurücklegen, was sich negativ auf seine Gesundheit auswirkte.
Im Herbst 1918 floh Frese aus Sorge um seine Familie vor den Bolschewiki, so wie viele andere Personen aus dem östlichen Estland über Tartu unter schwierigen Bedingungen nach Riga. Er wollte die Reise noch fortsetzen, war aber zu erschöpft, und musste deshalb mit seiner Familie in Riga bleiben. Dort arbeitete er als Lehrer. Die Familie führte hier ein schweres Flüchtlingsdasein. Die Entwurzelung und der Hunger belasteten sie sehr. Fast alle Pastoren Rigas wurden von den Bolschewiki verhaftet, als diese die Kontrolle über Riga übernahmen. So übernahm Frese, so gut er konnte, die Beerdigungen, und tröstete die Angehörigen. Die Bolschewiki erfuhren von seiner Anwesenheit in Riga und suchten ihn.
Am 9. April 1919 wurde Frese von den Bolschewiki verhaftet und inhaftiert. Sechs Wochen musste er unter schweren Haftbedingungen verbringen. Keine Nachricht von ihm konnte nach außen dringen. Im Zentralgefängnis verbreitete sich eine Fleckfieberepidemie. (Siehe dazu auch den Artikel über Marion von Klot.) Frese infizierte sich.
Am 22. Mai eroberte die Baltische Landeswehr Riga und Frese wurde befreit. Als Eduard Paul Benedict Frese zu seiner Familie zurückkehrte, plagte ihn noch immer seine Krankheit, an der er nur fünf Tage nach seiner Befreiung nach kurzem Leiden friedlich starb.
Er wurde auf dem St. Gertrud-Friedhof beigesetzt.

## Familie
Sein Vater Theodor Alexander Benedict Frese war, wie schon dessen Vater Theodor Benedict Frese, Pastor der St. Nikolaus-Gemeinde von Nigula; sein Onkel Christian Wilhelm Benedict Frese war Pastor des Kirchspiels Zum heiligen Geist in Tallinn. Sein Schwiegersohn Richard Wilhelm Reinhold Graubner war Deutschlehrer und schlug später in Deutschland ebenfalls eine geistliche Laufbahn ein.

## Porträtfoto
- Porträtfoto Eduard Paul Benedict Freses (ganz oben, zweites Bild von rechts)